# Longford (stacja kolejowa)
Longford (ang: Longford railway station) – stacja kolejowa w Longford, w hrabstwie Longford, w Irlandii. Longford jest oddalony około 91 km od Sligo i 122 km od Dublina. Leży na trasie z Dublina do Sligo w sieci Iarnród Éireann i obsługiwana jest przez pociągi intercity Sligo-Dublin. Pomimo odległości od Dublina, miasto ma również regularne, dobrze wykorzystane usługi podmiejskie do Dublina. Podróż do stolicy koleją zajmuje zazwyczaj około godzinę i trzy kwadranse. Stację Longford otwarto w dniu 8 listopada 1855 roku.